# Wilted
wilted ist das erste Solo-Album der US-amerikanischen Musikerin Paris Jackson. Es erschien am 13. November 2020 und enthält elf Songs der Genres Indie, Pop und Folk. Bereits am 30. Oktober 2020 erschien die Single let down mit gleichnamigem Musikvideo. Am 23. Januar 2021 veröffentlichte Jackson das Musikvideo mit Andy Hull zu eyelids.

## Titelliste
1. collide – 2:54
2. undone – 4:41
3. repair – 4:16
4. cosmic – 4:10
5. dead sea - 4:21
6. let down – 4:16
7. eyelids (ft. Andy Hull) – 3:25
8. scorpio rising – 4:07
9. freight train – 3:11
10. wilted – 4:26
11. another spring – 4:50

## Singles
- Oktober 2020 – let down (Musikvideo ansehen)